# Yoni Zelnik
Yoni Zelnik (* 1975 in Haifa) ist ein israelischer Jazzmusiker (Kontrabass, Komposition).

## Leben und Wirken
Zelnik spielte als Teenager in Rockbands E-Bass. Danach studierte er Jazz und Kontrabass an der Musikhochschule von Jerusalem und zog 1995 nach Paris, um am Centre d’informations musicales (CIM) zu studieren.
Zelnik blieb dauerhaft in Paris und gehörte zu den Gruppen von Youn Sun Nah, Géraldine Laurent, Sophie Alour, Laurent Coq, Pierre de Bethmann und Philippe Soirat. Mit Schlagzeuger Donald Kontomanou bildete er 2014 das Trio von Yonathan Avishai, das drei Alben vorlegte, zuletzt Joys and Solitudes (2019) auf ECM Records. Gemeinsam mit Frédéric Borey, Yoann Loustalot und Frédéric Pasqua spielt er in dem kollaborativen Quartett Lucky Dog (gleichnamiges Album 2014 bei Fresh Sound New Talent). Weiterhin arbeitete er mit Avishai Cohen, Nasheet Waits, Ari Hoenig, Gilad Hekselman, Zarifa, Florian Pellissier, Sandro Zerafa, Leïla Olivesi und Srđan Ivanović. 
In mehr als 60 Ländern ist er international aufgetreten und seit 2001 an mehr als 45 Alben beteiligt. Er hat auf Festivals wie dem North Sea Jazz Festival, Jazz à Marciac, Jazz à Vienne, Jazz à Juan und 2019 beim BMW Welt Jazz Award gespielt.